# Viti (Estonia)
Viti – wieś w Estonii, w prowincji Harju, w gminie Harku.